# Franck Falise
Franck Falise est un acteur et réalisateur français né le 1er janvier 1988.

## Biographie
C'est en 2011 que Franck Falise débute au cinéma dans le film La Fin du silence de Roland Edzard. Son interprétation lui permet d'être présélectionné au César du meilleur espoir masculin 2012. La même année, il joue dans le téléfilm Les Cinq Parties du monde de Gérard Mordillat. En 2015 il interprète un rôle secondaire dans Dheepan de Jacques Audiard.
En 2017, Fabien Marsaud, alias Grand Corps Malade, l'appelle pour lui confier le rôle de Steeve dans Patients.

## Filmographie
Sauf indication contraire, les informations mentionnées dans cette section peuvent être confirmées par la base de données cinématographiques IMDb,  présente dans la section « Liens externes ».

### Acteur

#### Cinéma
- 2011 : La Fin du silence de Roland Edzard : Jean
- 2015 : Dheepan de Jacques Audiard : le gardien du Hall C
- 2017 : Patients : Steeve
- 2018 : West Front (court-métrage)[2] de Roland Edzard : Franck
- 2019 : Jessica Forever de Caroline Poggi et Jonathan Vinel : Sacha
- 2019 : Revenir de Jessica Palud

#### Télévision
- 2011 : Les Cinq Parties du monde (téléfilm) de Gérard Mordillat : Vichy-Menthe
- 2014 : Alice Nevers, le juge est une femme (saison 12, épisode 18) : Diego Canestro
- 2015 : Alice Nevers, le juge est une femme (saison 13, épisode 8) : Diego Canestro
- 2018 : Ben (série télévisée de France 2) : Lilian Leguennec

### Réalisateur
- 2018 : Pirate (court-métrage)[3]

## Distinctions
- Festival du film de Châtenay-Malabry 2011 : Prix d'interprétation[4]
- Festival du film de Sarlat 2016 : Prix d'interprétation masculine pour Patients (prix collectif pour l'ensemble des acteurs du film)